# 富安健洋
冨安健洋（日语：／ Tomiyasu Takehiro */?，1998年11月5日—），日本職業足球員，司職後衛，亚洲最佳后卫之一。曾效力英格蘭超級足球聯賽球會兵工廠，日本國家足球隊成員。

## 俱樂部生涯
冨安健洋在1998年11月出生于日本福冈县福冈市，2015年12月，还是高中三年级学生的他便从福冈黄蜂U18梯队提拔至一线队，参加2016年赛季的日职联赛。可惜福冈黄蜂本身实力有限，2017年降入日乙联赛。2017年3月19日，日乙联赛第4轮对阵熊本深红的比赛，冨安射入了职业生涯的首球。
2018年1月，冨安健洋登陆欧洲，转会比利時足球甲級聯賽的圣图尔登 。在经历了半赛季的适应之后，2018-19年赛季冨安健洋的表现趋于稳定，已经是圣图尔登的主力中后卫，2018年11月25日比甲第16轮对阵安德莱赫特的比赛，冨安射入1球完成旅欧生涯进球零的突破，帮助球队4:2战胜对手。当时球队中还有鎌田大地、远藤航等几位日本球员，对冨安健洋融入球队生活提供了很多帮助。
2019年7月9日，冨安健洋正式转会博洛尼亚登陆意大利足球甲級聯賽，也是在赛季开始时仅有的在意甲征战的日本球员（目前还有冬窗被南安普顿租借到桑普多利亚的吉田麻也）。据德国傳媒透露，转会费为900万欧元，双方签约5年，成为历史第11位在意甲效力的日本球员，也是征战欧洲5大联赛球队的第11名日本现役球员。
8月25日意甲开幕战中对阵维罗纳的比赛中担任正選右后卫，并在赛后被俱乐部获选为单场最有价值球员。

### 阿仙奴
2021年9月1日，英格蘭球會阿森纳官方宣布，从義大利博洛尼亚签下冨安健洋，雙方簽約4年，转会费為1600萬鎊，新赛季将身披18号球衣。

## 國家隊生涯
从2013年起冨安健洋就是日本各级国家队的成员，他曾入选过日本U-15到U-20的各级国家队。2017年代表日本U20足球代表队征战2017年国际足协U-20世界盃。
在2015年时便曾随日本U20队来到中國大陸成都参加熊貓盃邀請賽并夺冠，1年后，他又带队以6场比赛全部零封的表现赢得了亚洲U19锦标赛的冠军。
2018年8月30日，冨安健洋首次入选日本国家足球队，10月12日，冨安健洋在与巴拿马队的友谊赛中完成了国家队首秀。
冨安健洋作为主力中后卫在2019年亚洲盃获得亚军，在1/8决赛，日本1-0沙烏地阿拉伯的比赛中，正是冨安健洋的进球帮助蓝武士淘汰对手。
2022年11月，冨安健洋入选日本队2022年世界杯大名单。

## 榮譽
兵工廠
- 英格蘭社區盾冠軍：2023年[16]

### 國家隊
日本 U-19
- 亞足聯U-19亞洲盃 : 2016

## 外部連結
- 日本職業足球聯賽中的富安健洋 （日語）
- アビスパ福岡｜DF14 冨安 健洋 （页面存档备份，存于）
- Soccerway資料庫：富安健洋
- 富安健洋的X（前Twitter）
- 富安健洋的Instagram帳戶